# Más (canción de Diego)
«Más» es una canción balada-pop del actor y cantante mexicano Diego Boneta (en ese entonces conocido simplemente como Diego), escrita y producida por Guz y Dr. Alfa. Fue lanzada en Latinoamérica y México en el año 2006 por la discográfica

## Lista de canciones

### Diego(+D) Más (Edición Especial México 2006)
Edición Especial[Bonus Tracks]
1. "Más" [Versión Acústica]
2. "Más" [Remix]
3. "Responde" [En Portugués]
4. "Más" [En Portugués]
5. "Siempre te amaré" [En Portugués]

## Rendimiento comercial
Este fue el segundo sencillo del dicho disco, en tan sólo una semana se puso en los Nº 1, obtuvo un éxito similar a su anterior sencillo en México, mientras que en Brasil se publicó su versión en portugués, obteniendo un éxito moderado. por su parte el álbum obtuvo un rendimiento comercial bueno en México, Brasil, Chile y Estados Unidos, así como moderado en Rumania.

## Posicionamiento en listas
| Listas (2006)              | Mejor posición |
| -------------------------- | -------------- |
| Argentina (Top 20 Singles) | 19             |
| Chile (Top 20 Singles)     | 4              |
| México (Los 40)            | 34             |
| Paraguay (Radio Latina)    | 20             |